# Plasa Uda, județul Argeș
Plasa Uda (între 1918 și 1950) a fost o unitate administrativă sub-divizionară de ordin doi în cadrul județului Argeș (interbelic). Reședință de plasă era localitatea omonimă, Uda. Plasa avea 49 de sate. 

## Descriere
Plasa Uda a funcționat între anii 1918 și 1950. Prin Legea nr. 5 din 6 septembrie 1950 au fost desființate județele și plășile din țară, pentru a fi înlocuite cu regiuni și raioane, unități administrative organizate după model sovietic.